# Kirsten Dufour
Pour les articles homonymes, voir Dufour.
Kirsten Dufour, née le 23 février 1941 à Frederiksberg, est une artiste plasticienne danoise.
Elle travaille l'art de la  performance ainsi que d'autres médiums pour attirer l'attention sur les injustices sociales.

## Biographie
Dufour a été co-commissaire de l'exposition interdisciplinaire 2004 Minority Report: Challenging Intolerance in Contemporary Denmark.
Elle vit et travaille actuellement à Copenhague, au Danemark.

## Récompenses et distinctions
Avec son mari Finn Thybo Andersen (da), elle a reçu la médaille Eckersberg en 2010.